# 孔勍
孔勍（854年—932年6月22日），字鼎文，唐朝、后梁、后唐武将。

## 生平

### 晚唐年间
孔勍籍贯兗州，后徙家宿州。年轻时善骑射，为军中小校，效力宣武军节度使朱全忠。
天复二年（902年）六月，朱全忠讨伐凤翔节度使岐王李茂贞期间，遣孔勍出散关攻凤州并攻陷。七月，孔勍取成、陇二州，守军没有抵抗。孔勍到秦州，秦州人据城而守，孔勍于是从故关回军。李茂贞的从弟保大节度使李茂勋率兵屯三原，要救李茂贞，朱全忠遣康怀贞、孔勍攻打，李茂勋逃走。十一月，李茂勋率众万余人救凤翔，屯于城北阪上。朱全忠认为李茂勋亲出，军部鄜州必无守备，于是以弱兵诱敌，而遣孔勍、李晖率兵乘虚袭鄜州、坊州，攻克坊州，又冒大雪乘夜进军，五鼓时刻直抵鄜州城下，趁守军不备入城，与城中八千守军格斗到中午将其击败，擒留守李继璙和李茂勋的妻儿，安抚李茂勋及将士家，令不得打扰，命李晖权知军府事。李茂勋听闻，引兵遁去，随即率军向朱全忠投降。失去外援的李茂贞最后也只得向朱全忠求和。

### 后梁年间
朱全忠后来代唐称帝，即后梁太祖。孔勍渐渐官至郡守，累迁齐州防御使。开平三年（909年）五月，任宣化军节度使。次年，王球据襄州叛，孔勍讨平之，得授山南东道节度使。
乾化二年（912年）十二月，荆南节度使高季昌出兵，声言助梁对前晋作战，其实进攻襄州，被孔勍击败，从此与孔勍交恶，不再朝贡。贞明三年（917年）五月，高季昌与孔勍修好，重新入贡。五年（919年）五月，检校太傅孔勍加同平章事。

### 后唐年间
同光元年（923年）十二月，后唐庄宗灭梁后到洛阳，孔勍自本镇来朝，庄宗令他归镇，职衔不变。高季昌为避庄宗祖父李国昌讳，改名高季兴。他入朝后，庄宗放他回荆南，路过襄州，孔勍留他吃饭，酒席间高季兴说：“我此行有二错：来朝一错，放回二错。”中夜，高季兴斩关而去。二年（924年）四月，庄宗仍维持孔勍职衔。七月，调为安义节度使。吏部侍郎崔贻孙因选官失误被贬，骑马到安义军治所潞州投靠孔勍，孔勍得其上书，见其年已八十，奏请留用。同光四年（926年）三月，庄宗遭遇邺都兵变，召孔勍回京。监军杨继源与都将谋据潞州，杀孔勍，事泄，孔勍诛之，占据军镇，奏称点校兵士防城，希望诏准运粮万石再进军。
同年后唐明宗即位，六月，加孔勍兼侍中。不迟于十月，诏孔勍还京师。天成二年（927年）三月，得授河阳节度使，但不迟于九月即离任。三年（928年）正月，以太子太师致仕，长兴三年（932年）五月去世。明宗为之废朝，赠太尉。

## 评价
《旧五代史》评价孔勍等人效力后梁和后唐时都尽忠无丑闻，在两朝都是良臣。